# ANAビジネスジェット
ANAビジネスジェット株式会社は、チャーター便専門の航空会社。2018年7月2日にANAホールディングス（ANA HD）と双日により設立された。

## 概要
きっかけとなったのは、ホンダ エアクラフト社長の藤野道格との出会いだった。
アメリカやヨーロッパにおいて全日本空輸（ANA）の国際便に合わせた乗り継ぎサービスと、羽田空港から顧客のスケジュールに合わせた近隣国への直接移動を行うグローバルチャーター便を展開する。設立時点ではビジネス客向けのサービスのみであるが、ビジネスジェットで島々を周遊する観光事業も予定している。
当社は手配など窓口業務に集中し、運航は他社に委託する。アメリカ国内、欧州に加え、アジア地区でもビジネスジェットを活用したチャーター手配が可能。日本発着のグローバルチャーターは、双日の子会社であるフェニックス・ジェットと緊密に連携する。機体はアメリカ国内では新規導入するHondaJetをはじめ、大型・中型・小型のビジネスジェットの手配が可能。日本発着のグローバルチャーターは、フェニックス・ジェットが保有するガルフストリーム G650またはボンバルディア グローバル6000も使用する。

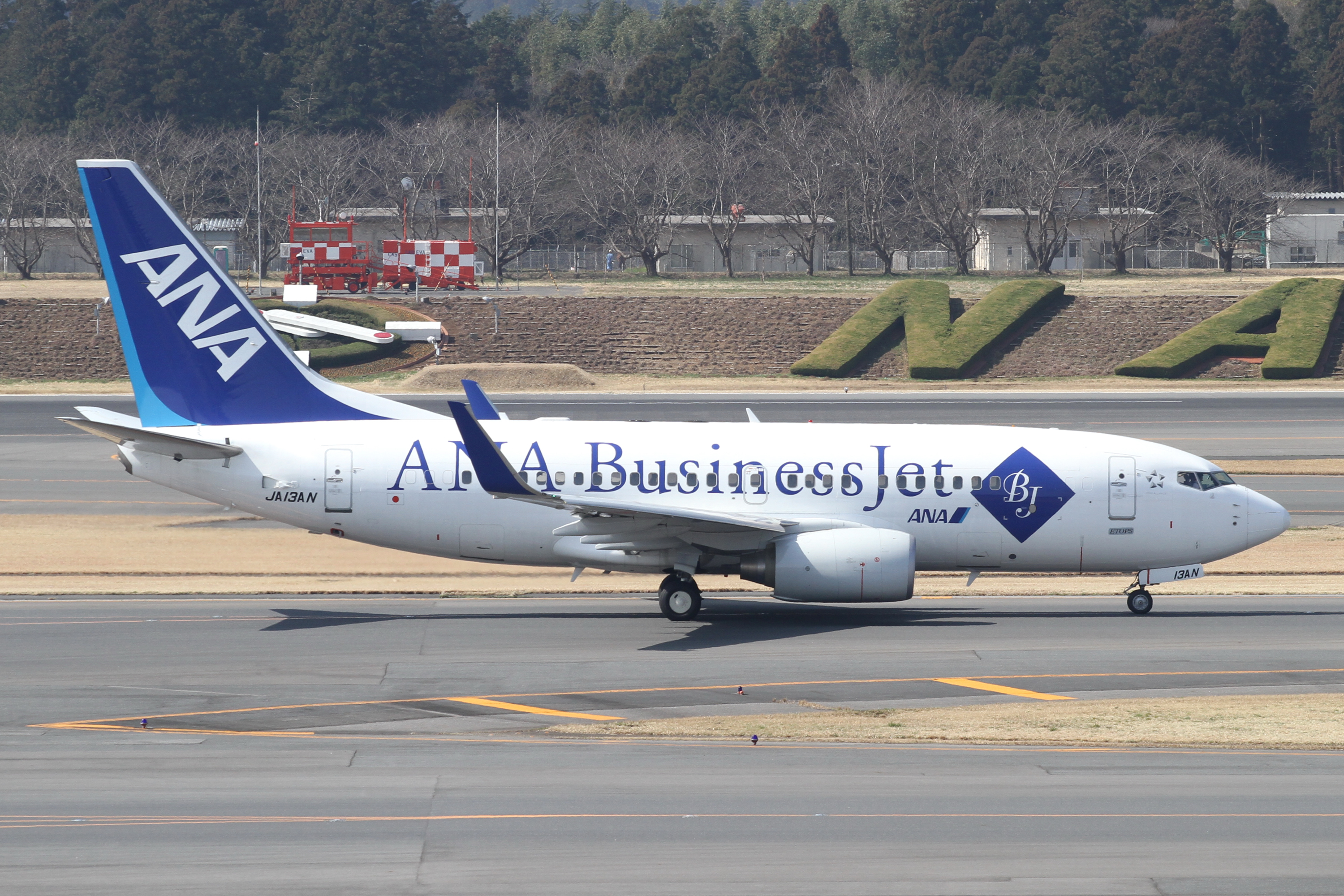
ボーイング737-700ER

なお、ANAはかつて同名サービスを2007年から9年の間、ボーイング737-700ERで運航し、ほぼ全席をビジネスクラスの特別仕様機材でサービスしていたが、これとは全く異なるビジネスモデル。

## 沿革
- 2018年（平成30年）
  - 3月28日 - ANA HDと双日がビジネスジェットを活用したチャーター手配事業への参入を発表[2]。
  - 7月2日 - ANAビジネスジェット株式会社を設立。
  - 8月2日 - 旅行業登録を完了。
- 2025年
  - 1月24日-メジャーリーガー今永昇太選手とのサポート契約を締結したことを発表。

## サービス内容
主に「エリアチャーター」「グローバルチャーター」「国内チャーター」の3種類が存在する。
エリアチャーター
定期便で海外を訪れ、エリア内をチャーター便で移動するプラン
グローバルチャーター
直接、海外の目的空港へチャーター便で移動するプラン
国内チャーター
日本国内をチャーター便で移動するプラン

## 保有機材

### 大型機
- グローバル 6000
- ガルフストリーム G650
- ダッソー ファルコン 7X

### 中型機
- ボンバルディア チャレンジャー 350
- ガルフストリーム G280
- ダッソー ファルコン 2000

### 小型機
- HondaJet
- セスナ・サイテーション・マスタング
- エンブラエル フェノム 300
- リアジェット 35

### 超大型機
- ボーイング ビジネスジェット